# ディール・オア・ノー・ディール
ディール・オア・ノー・ディール (Deal or No Deal) は、ヨーロッパ、アメリカ合衆国、オーストラリア、香港、日本、台湾など、世界各国で放送されているゲーム番組。アメリカでは、NBCで月曜日の午後8時・木曜日の午後9時のほか、AFNでも放送されている。オリジナル版はオランダのMiljoenenjacht。
「フー・ウォンツ・トゥ・ビー・ア・ミリオネア」や「ザ・ウィーケスト・リンク」とは違い、フォーマットしている国によってルールや舞台セットやテロップなどが異なっている。ただ、舞台セットに関してはアメリカ版を基本にしている国が多い。

## 概要
最初に、客席から抽選で出場者1人が決定される。選ばれた出場者は、賞金が入っているジュラルミンケース26個の中から1個選択する。そして、選択されなかった25個のケースの中から1個ずつオープンさせていく。オープンしたケースは、賞金額が公表されて獲得の権利が消滅し、それによって最初に選んだケースの中身を絞り込んでいく。司会者はケースの中身を一切知らされていない。
ただし、決まった数のケースをオープンする度に、高額賞金を抑えるために「バンカー (Banker)」と呼ばれる番組制作者側が、出場者に対して電話で取引を持ちかけ賞金を提示する（バンカーはケースの中身を知らない）。これに「ディール (Deal)」（取引する）すれば、提示した賞金を獲得してゲーム終了となる。なお、賞金の提示額は、現段階でオープンしていないケースの最低金額と最高金額の間になる。逆に、「ノー・ディール (No deal)」（取引にしない）の場合は、ゲームは続行される。最後までノー・ディールして場に残ったケースが1つだけになった場合は、最初に選択したケースが賞金となる。なお、出場者は応援席の人と相談することができる。
番組の最大の見所は、出場者とバンカーとの駆け引きである。たとえ最初に選んだケースの賞金が低くても、低額賞金を次々とオープンさせて消していけば、バンカーの提示額も上がっていくため高額賞金の可能性は残されている。しかし、高額賞金ケースを次々と選んでしまえば、提示した賞金額が一気に下がってしまう。そのため、より高額な賞金を獲得するため、どこでディールするかというタイミングも重要となってくる。最高賞金を目指すには、最後までノー・ディールを貫くしかないため、運の要素も大きい。
また、残りのケースが少なくなってくると、バンカーからの電話も増えて、客席や応援席から "Deal!!" のコールが壮絶になってくる。さらに、低額賞金と高額賞金の可能性が五分五分になれば相当なプレッシャーになるため、それに打ち勝つ精神力と決断力も必要となる。
番組の華として、26人の女性モデルがそれぞれケースを運んで所定の位置に付く。

### アメリカ版

#### 通常版
初回放送は2005年12月19日。司会は俳優のホーウィー・マンデル。ケースを運ぶモデルに、ミスコンテスト優勝者など実績のあるモデルが起用されている。
取引タイムは「6つ→5つ→4つ→3つ→2つ→1つ→1つ→1つ→1つ」と、最大9回ある。
スペシャル版では最高賞金が200万 - 500万ドルにアップしたり、有名芸能人が登場するなど豪華な内容になっている。500万ドルバージョンには、歌手のセリーヌ・ディオンが中継で出演して出場者を応援した。

#### ハーフ・ミリオン版
平日の帯番組(時間帯は地域によって異なる)として、最高賞金50万ドル・30分のバージョンが放送されている。
ケースは22個。22人の参加者に1個ずつのケースが割り当てられ、番組最初にホイールで挑戦者が決定される。挑戦者は、ゲーム開始前に、自分のケースをそのまま保持するか、または他の21個のケースから任意の一つと交換するかを決定する。なお、選ばれなかった21人は、通常版のモデルの代わりに、その後のケースを開ける役割を担う。
取引タイムは「5つ→5つ→4つ→2つ→2つ→1つ→1つ」の最大7回。
ハーフ・ミリオン版に出演するモデルはPatriciaとTamekaの二人。ホイールで挑戦者を決めるのが主な役割。

#### 2018年
約8年ぶりに番組が復活。司会もホーウィーが再度担当し、舞台セットや音楽などが大きくリニューアルされた。
新たなルールとして、挑戦者が一度だけバンカーに対してカウンターオファー（counter-offer）することができる。
これは、バンカーが提示した金額より増額した賞金を挑戦者が提示し要求できるシステムであり、バンカーがその要求を受け入れることができればゲームは終了。しかし、拒否された場合はノー・ディール扱いになり強制的に次のケースを開けなければならないリスクも伴う。

### イギリス版
イギリス版ではアメリカ版や日本版と大きく異なり、ケースの数が22個と比較的少ないこと、ジュラルミンケースの代わりに箱を使用していること、舞台セットがレンガ風で少し暗めになっていること、使用される電話機が古い黒電話であることなど独自色が強い。
最後まで「No Deal」を宣言し続けて自分の箱を開けた場合、司会者が２３番の箱を持ってくる。この箱の中には「double」・「+10000€」・「dlaw」・「half」・「NOTHING」書かれている。挑戦者がケースを開き、運が良ければ、中が「Double」だと獲得賞金が2倍になるが、逆に運が悪ければ「NOTHING」の場合は全額没収となる。ケースを開けない事を選択した場合は、自分のケースの賞金額を獲得する。

### オーストラリア版
Seven Networkにおいて、ウィークデイの夕方17:30-18:00に、30分の帯番組として放送されている。2003年5月4日より放送されており、オランダ以外では初めて放送された『Deal or No deal』でもある。
スタジオには26名ずつ6つのグループに分かれた参加者いて、番組の冒頭で挑戦者が1人選ばれると、26名の女性モデルから1つのケースを選んで受け取る。一方、挑戦者と同じグループの参加者は残り25個のケースが渡され、参加者席のひな壇に着席してゲームが開始される。
取引タイムは「6つ→5→4→3→2→1つ」の順番でケースを開いてゆき、開き終わるとバンカーからのオファーが行われる。6回目の（21個目のケースに対する）オファーに対して挑戦者が「No Deal」を宣言した場合、それ以降はケースを1つ開く毎にオファーが行われる。提示金額などのルールは他の国のバージョンと同様だが、バンカーがオファーする際に電話機等は使用されず、画面に「Banker Offer」とのメッセージと、バンカーからの提示金額が表示される。
最後まで「No Deal」を宣言し続けて自分のケースを開けた場合、2名のモデルが新たに2つのケースを持ってくる。このケースの中にはそれぞれ「Double」または「Loose」と書かれており、挑戦者はそのうち1つを開ける事が出来る。挑戦者がケースを開き、中が「Double」だと獲得賞金が2倍になるが、「Loose」の場合は全額没収となる。ケースを開けない事を選択した場合は、自分のケースの賞金額を獲得する。
一方参加者は、ケースを開ける前に中に入っている金額を宣言し、同じ金額であれば、500オーストラリアドルを受け取る事が出来る。なお挑戦者が途中で「Deal」しても、残りのケースは1つずつ開けられ、宣言したのと同じ金額ならば500ドルを受け取る事が出来る。
世界で唯一、約30000オーストラリアドル相当の高級車（プジョー製）の賞品が入っている。

### 香港版
2006年11月から2008年2月の毎週日曜日に、途中数ヶ月の中断を挟んでTVBより放送された。番組内容はNBC版とほぼ同じである。最高賞金が300万香港ドル。
第一シリーズの司会者には、Mr.BOO!シリーズで知られるマイケル・ホイ(許冠文)が起用された。第二シリーズからは別の司会者に交代したが、自身が挑戦者として登場し、賞金1000香港ドルを獲得した。また最終回では、再び司会者として出演した（挑戦者が第二～第三シリーズの司会者だった為）。

### フィリピン版
フィリピン版は青を基調に舞台セットが組まれ、ディールの場合は両方の親指を上げるアクション、ノー・ディールの場合は両手を下へクロスさせるアクションを行う。

### 日本版
日本では、2006年4月9日に「サンデージャポン」の「デーブのアメリカンニュース」のコーナーで番組の模様が報じられた後、9月8日に金スペ!にて「ザ・ディール」というタイトルで島田紳助司会の日本版が放送された。
1回目は7個、2回目は6個、3回目は5個、4回目は4個、5回目以降は1個オープンするごとに電話がコールされる（最大6回まで）。

### 台湾版
中華電視より『平民大富翁』のタイトルで2009年9月12日に放送を開始。司会は第6回より呉宗憲が担当した。
しかし、オランダのオリジナル版製作会社であるEndemolの弁護士より手紙が届き、華視では11月14日放送分の放送を中止。Endemol側と交渉の結果、著作権料として300万ニュー台湾ドルを支払う事で合意し、11月21日分より放送再開した。結局、12月12日を最後に放送を終了した。
放送時間は毎週土曜日の20:00から22:00で、取引タイムは「6つ→5つ→4つ→3つ→2つ→1つ→1つ→1つ→1つ」と、最大9回ある。
最高賞金が50万ニュー台湾ドル。

### イタリア版
タイトルはAffari Tuoi （君の荷物 / 君の仕事）。RAI 1で放送されている。スタジオのセットは明るく作られており、ケースも青く独特の形である。20個あるそれぞれのケースはイタリアの20の各州から公募した出演者が担当し、若い女性に限らず成人以上の老若男女様々である。ケースを開ける時は州名とその出演者名（州名のパネルの下に黒板で書かれている）を呼んで開ける。回答者はそれらの中から選ばれる。またその回答者の家族の応援ビデオが紹介されるなど、ファミリー向けを意識した作りになっている。2012年からはピアノの生演奏が入り、演奏中に高額賞金を開けて失った場合はズッコケ音を演奏するなど、臨機応変の演奏が魅力である。クリスマスの時期にはPacco Natale（クリスマスの箱）やPacco befana（魔女の箱）という特別な箱がある。イタリアではクリスマスプレゼントはサンタクロースではなくベファーナという魔女が1月6日の主の公現の日に配るという伝統があり、クリスマスまでのPacco Nataleはいわゆる現代で一般的なサンタクロースが、クリスマス以降1月上旬までのPacco befanaは魔女が現れ、それぞれプレゼントを届ける。この箱を当てると現金とは別にプロシュートやデジカメなどの賞品がもらえる。Matta（ジョーカー）もあり、場合によってはプレイヤー交代もありうる。最高賞金は50万ユーロ。低額の候補のうち1個か2個は、石鹸や五線紙（回答者が音楽家の場合）などの「もらってもどうしようもない」低額賞品に差し替えられている（日本の番組によくあるたわしと同様）。電話のディレクターは「Dottressa（女性の）博士」と呼ばれる。2006年度および2013年度からは喜劇俳優のフラヴィオ・インシンナFlavio Insinnaが司会を務めており、トークだけにとどまらず箱を開ける前に自分だけチラ見して回答者を焦らすなどといった迷司会ぶりを披露している。インシンナは歌番組La Pistaの司会者としても親しまれているほか、多くの番組に出演している。

## 賞金（賞品含む）構成の各国一覧
| Case | 日本版 (2006年9月8日放送) | 日本版 (2007年4月5日放送) | 米国版     | 米国版 (ハーフミリオン版) | 英国版    | 豪州版     | オランダ版 （本家） | 香港版       | フィリピン版 | 台湾版     |
| ---- | ------------------------- | ------------------------- | ---------- | ------------------------- | --------- | ---------- | ------------------- | ------------ | ------------ | ---------- |
| 1    | ¥1                        | ¥1                        | $0.01      | $0.01                     | 1p        | 50c        | €0.01               | HK$1         | PHP1         | NT$1       |
| 2    | ¥10                       | ¥10                       | $1         | $1                        | 10p       | AU$1       | €0.20               | HK$25        | PHP5         | NT$5       |
| 3    | ¥100                      | ¥100                      | $5         | $5                        | 50p       | AU$2       | €0.50               | HK$50        | PHP10        | NT$10      |
| 4    | ¥500                      | ¥500                      | $10        | $10                       | ￡1       | AU$5       | €1                  | HK$75        | PHP25        | NT$25      |
| 5    | ¥1,000                    | ¥1,000                    | $25        | $25                       | ￡5       | AU$10      | €5                  | HK$100       | PHP50        | NT$50      |
| 6    | ¥2,000                    | ¥2,000                    | $50        | $50                       | ￡10      | AU$20      | €10                 | HK$250       | PHP75        | NT$75      |
| 7    | ¥3,000                    | ¥3,000                    | $75        | $100                      | ￡50      | AU$50      | €20                 | HK$500       | PHP100       | NT$100     |
| 8    | ¥5,000                    | ¥5,000                    | $100       | $200                      | ￡100     | AU$100     | €50                 | HK$1,000     | PHP150       | NT$200     |
| 9    | ¥8,000                    | ¥8,000                    | $200       | $300                      | ￡250     | AU$150     | €100                | HK$2,000     | PHP200       | NT$300     |
| 10   | ¥10,000                   | ¥10,000                   | $300       | $400                      | ￡500     | AU$200     | €500                | HK$3,000     | PHP250       | NT$400     |
| 11   | ¥30,000                   | ¥30,000                   | $400       | $500                      | ￡750     | AU$250     | €1,000              | HK$4,000     | PHP300       | NT$500     |
| 12   | ¥50,000                   | ¥50,000                   | $500       | $1,000                    | ￡1,000   | AU$500     | €2,500              | HK$5,000     | PHP400       | NT$750     |
| 13   | ¥100,000                  | ¥100,000                  | $750       | $2,500                    | ￡3,000   | AU$750     | €5,000              | HK$7,500     | PHP500       | NT$1,000   |
| 14   | ¥500,000                  | ¥500,000                  | $1,000     | $5,000                    | ￡5,000   | AU$1,000   | €10,000             | HK$10,000    | PHP1,000     | NT$2,000   |
| 15   | ¥800,000                  | ¥600,000                  | $5,000     | $7,500                    | ￡10,000  | AU$2,000   | €25,000             | HK$15,000    | PHP2,500     | NT$2,500   |
| 16   | ¥1,000,000                | ¥800,000                  | $10,000    | $10,000                   | ￡15,000  | AU$3,000   | €50,000             | HK$20,000    | PHP5,000     | NT$5,000   |
| 17   | ¥1,500,000                | ¥900,000                  | $25,000    | $25,000                   | ￡20,000  | AU$4,000   | €75,000             | HK$30,000    | PHP10,000    | NT$7,500   |
| 18   | ¥2,000,000                | ¥1,000,000                | $50,000    | $50,000                   | ￡35,000  | AU$5,000   | €100,000            | HK$40,000    | PHP25,000    | NT$10,000  |
| 19   | ¥2,500,000                | ¥2,000,000                | $75,000    | $75,000                   | ￡50,000  | AU$10,000  | €200,000            | HK$50,000    | PHP50,000    | NT$20,000  |
| 20   | ¥3,000,000                | ¥2,500,000                | $100,000   | $100,000                  | ￡75,000  | AU$15,000  | €300,000            | HK$100,000   | PHP75,000    | NT$30,000  |
| 21   | ¥4,000,000                | ¥3,000,000                | $200,000   | $250,000                  | ￡100,000 | AU$20,000  | €400,000            | HK$125,000   | PHP100,000   | NT$40,000  |
| 22   | ¥5,000,000                | ¥3,500,000                | $300,000   | $500,000                  | ￡250,000 | CAR        | €500,000            | HK$250,000   | PHP250,000   | NT$50,000  |
| 23   | ¥6,000,000                | ¥4,000,000                | $400,000   |                           |           | AU$50,000  | €750,000            | HK$500,000   | PHP500,000   | NT$100,000 |
| 24   | ¥7,000,000                | ¥4,500,000                | $500,000   |                           |           | AU$75,000  | €1,000,000          | HK$1,000,000 | PHP1,000,000 | NT$200,000 |
| 25   | ¥8,000,000                | ¥5,000,000                | $750,000   |                           |           | AU$100,000 | €2,500,000          | HK$1,500,000 | PHP2,000,000 | NT$250,000 |
| 26   | ¥10,000,000               | ¥10,000,000               | $1,000,000 |                           |           | AU$200,000 | €5,000,000          | HK$3,000,000 | PHP3,000,000 | NT$500,000 |